# Кастелнуово ди Гарфаняна
Кастелнуово ди Гарфаняна (на италиански: Castelnuovo di Garfagnana) е община в Италия, в региона Тоскана, провинция Лука. Общината се намира в планински район, наречен Гарфаняна в северната част на провинцията. Населението е около 6000 души (2007).
Традиционно градът се счита за главен център на района.